# Vitgölen-Tjäremossen
Vitgölen-Tjäremossen este o arie protejată (arie specială de conservare — SAC, sit de importanță comunitară — SCI) din Suedia întinsă pe o suprafață de 143,1 ha, integral pe uscat.

## Localizare
Centrul sitului Vitgölen-Tjäremossen este situat la coordonatele 58°01′36″N 14°02′28″E / 58.0267°N 14.041°E.

## Înființare
Situl Vitgölen-Tjäremossen a fost declarat sit de importanță comunitară în iulie 2000 pentru a proteja un număr necunoscut de specii din flora spontană și fauna sălbatică aflate în arealul zonei. Situl a fost protejat și ca arie specială de conservare în martie 2011.

## Biodiversitate
Situată în ecoregiunea boreală, aria protejată conține 4 habitate naturale: Turbării active, Mlaștini împădurite, Lacuri și iazuri distrofice naturale, Mlaștini turboase de tranziție și turbării mișcătoare.
La baza desemnării sitului se află un număr nedeclarat de specii protejate.